# روابط ایالات متحده آمریکا و عراق
روابط دیپلماتیک بین عراق و ایالات متحده زمانی آغاز شد که ایالات متحده برای اولین بار عراق را در ۹ ژانویه۱۹۳۰با امضای کنوانسیون انگلیسی-آمریکایی-عراقی در لندن توسط چارلز جی داوز، سفیر ایالات متحده در بریتانیا به رسمیت شناخت. امروزه با توجه به دخالت سیاسی و نظامی آمریکا پس از تهاجم به عراق و روابط دوجانبه آنها پس از آن، ایالات متحده کمک نظامی و آموزش نظامی به نیروهای امنیتی عراق می‌دهد و همچنین از پایگاه‌های نظامی خود استفاده می‌کند.
در سال ۲۰۲۰، مجلس عراق رای داد که از ایالات متحده و اعضای ائتلافش بخواهد همه نیروهای خود را از این کشور خارج کنند، رئیس‌جمهور ایالات متحده، ترامپ تأکید کرد که اگر نیروهای ایالات متحده مجبور به خروج از عراق شوند، تحریم‌ها علیه عراق اعمال خواهد شد. در همین حال، عراق مکانیزمی را برای خروج نیروهای ائتلاف از این کشور آماده کرده و گفتگو با اعضای ائتلاف را آغاز کرده‌است. به گفته دفتر نخست‌وزیر عراق، ایالات متحده قول داده‌است که استفاده غیرمجاز از حریم هوایی عراق و نقض حاکمیت این کشور را پیگیری کند.

## امپراطوری عثمانی
تعامل تجاری آمریکا با امپراتوری عثمانی (که شامل منطقه ای بود که بعداً به عراق مدرن تبدیل شد) در اواخر قرن۱۸آغاز شد. در سال۱۸۳۱، کاردار دیوید پورتر، اولین دیپلمات آمریکایی در امپراتوری عثمانی، در پایتخت قسطنطنیه شد. با انحلال امپراتوری عثمانی پس از جنگ جهانی اول، ایالات متحده از اداره بریتانیا بر عراق به عنوان یک دستور حمایت کرد، اما اصرار داشت که به جای اینکه مستعمره بماند، برای استقلال آماده شود.

## رسمیت عراق توسط آمریکا

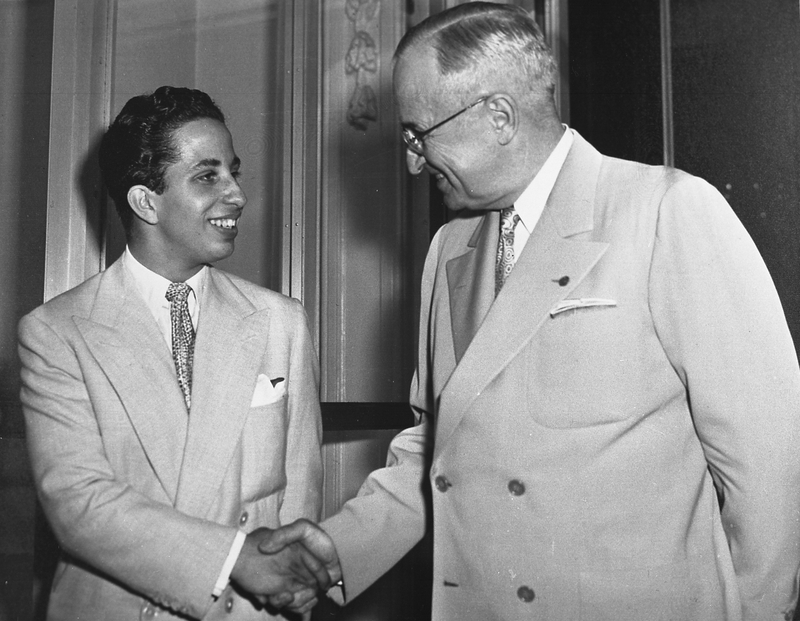
فیصل دوم و ترومن رئیس‌جمهور ایالات‌متحده، اوت ۱۹۵۲‏

ایالات متحده عراق را در ۹ژانویه ۱۹۳۰به رسمیت شناخت، زمانی که چارلز جی داوز، سفیر ایالات متحده در بریتانیا، کنوانسیون انگلیسی-آمریکایی-عراقی را در لندن امضا کرد. بر اساس مقدمه این کنوانسیون، «ایالات متحده آمریکا عراق را به عنوان یک کشور مستقل به رسمیت می‌شناسد». در این معاهده، ایالات متحده همچنین اذعان داشت که «روابط ویژه» بین بریتانیا و عراق وجود داشت، زیرا عراق طبق معاهده ورسای تحت حمایت بریتانیا قرار داشت. در سال۱۹۳۲، عراق به وضعیت فرمانروایی خود پایان داد. روابط دیپلماتیک و نمایندگی آمریکا در عراق در ۳۰مارس ۱۹۳۱برقرار شد، زمانی که الکساندر کی اسلون (در آن زمان به عنوان کنسول در عراق خدمت می‌کرد) به عنوان کاردار نمایندگی آمریکا در بغداد منصوب شد. ایالات متحده در ۲۸دسامبر ۱۹۴۶نمایندگی دیپلماتیک خود در عراق را از یک نمایندگی به سفارت تغییر داد.

## اتحادیه عرب

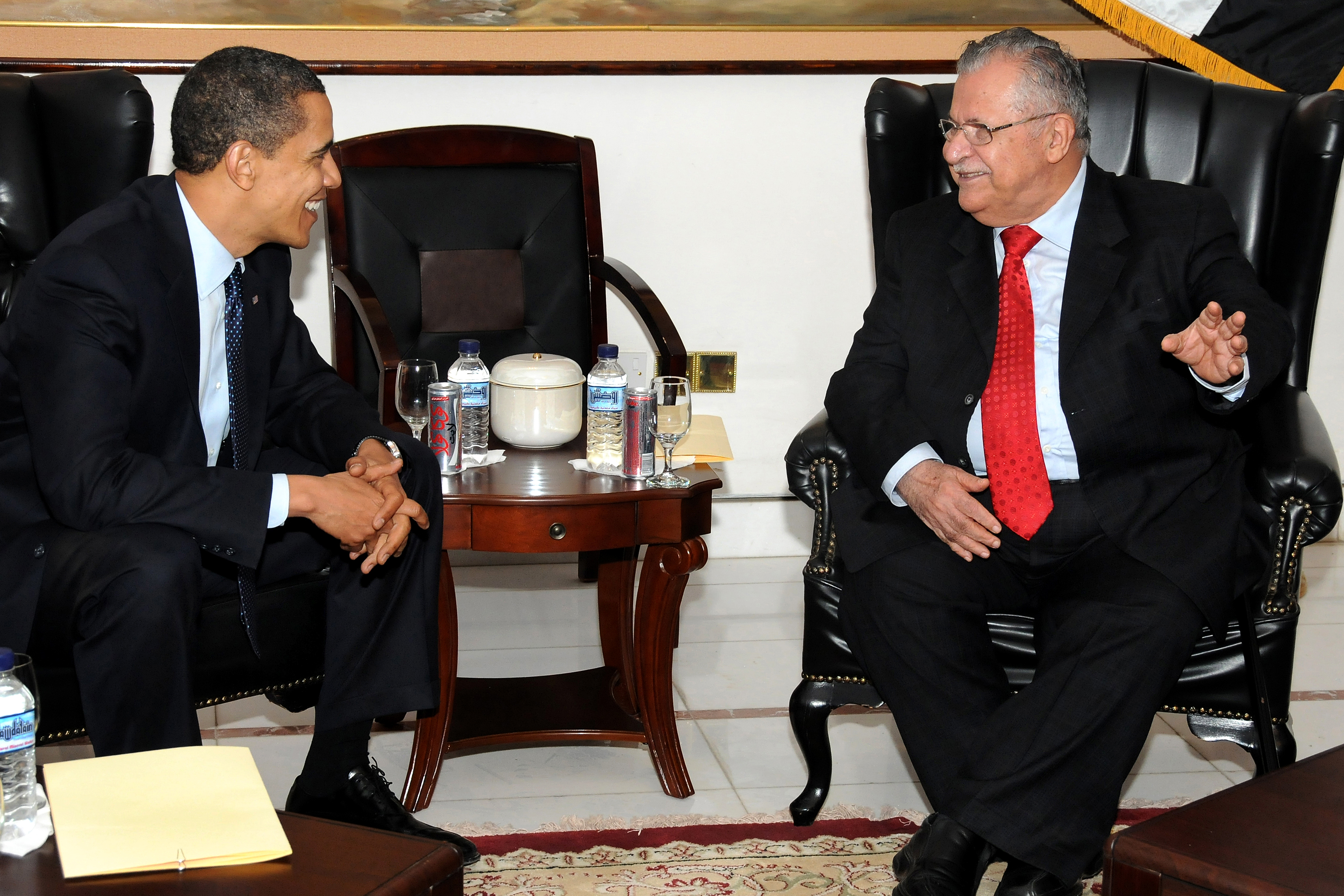
باراک اوباما، رئیس‌جمهور ایالات متحده، در حال صحبت با جلال طالبانی، رئیس‌جمهور عراق در سال ۲۰۰۹.

در ۲۸می ۱۹۵۸، ایالات متحده اتحادیه عرب را که بین عراق و پادشاهی هاشمی اردن تشکیل شده بود، به رسمیت شناخت. به رسمیت شناختن دولت جدید توسط ایالات متحده در تبادل یادداشت‌هایی بین سفارت آمریکا در بغداد و وزارت امور خارجه اتحادیه عرب به رسمیت شناخته شد. در اعلام به رسمیت شناختن ایالات متحده، وزارت امور خارجه خاطرنشان کرد که قانون اساسی اتحادیه عرب تصریح می‌کند که «امور خارجی به همان صورتی که در حال حاضر هست باقی خواهد ماند» با دو پادشاهی که برای تشکیل کشور جدید به آن ملحق شده‌اند. در نتیجه روابط دیپلماتیک رسمی بین آمریکا و اتحادیه عرب برقرار نشد و روابط دیپلماتیک بین آمریکا و عراق و آمریکا و اردن بدون وقفه ادامه یافت.

## روابط با دولت قاسم، ۱۹۵۸–۱۹۶۳

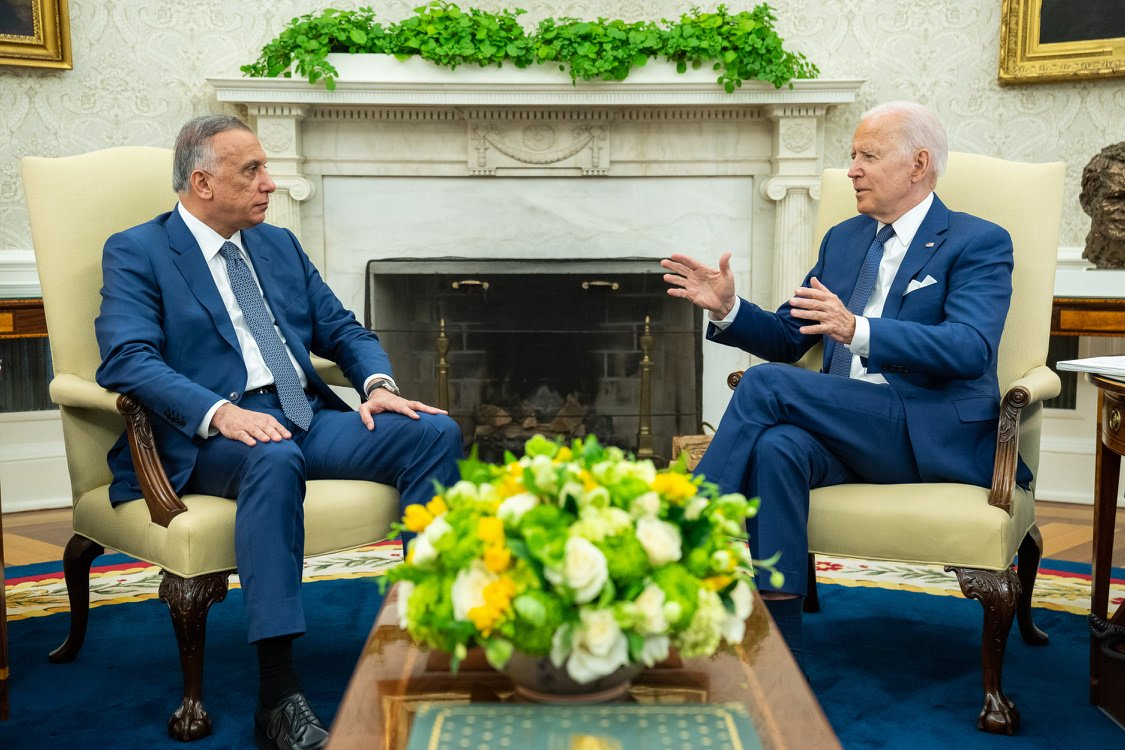
جو بایدن، رئیس‌جمهور آمریکا با مصطفی الکاظمی، نخست‌وزیر عراق در سال۲۰۲۱

روابط بین ایالات متحده و عراق پس از سرنگونی سلطنت عراق در ۱۴ژوئیه 1958تیره شد که منجر به اعلام حکومت جمهوری به رهبری سرتیپ عبدالکریم قاسم شد. رئیس‌جمهور دوایت دی. آیزنهاور، با نگرانی از نفوذ اعضای حزب کمونیست عراق (ICP) در دولت قاسم، و با امید به جلوگیری از «استثمار بعثی‌ها یا کمونیست‌ها از وضعیت»، کمیته ویژه ای در مورد عراق (SCI) ایجاد کرده بود. در آوریل ۱۹۵۹برای نظارت بر رویدادها و پیشنهاد موارد احتمالی مختلف برای جلوگیری از تسلط کمونیستی بر کشور. قاسم در طول سال۱۹۶۰اقدامات سرکوبگرانه متعددی را علیه کمونیست‌ها انجام داد، و این - همراه با اعتقاد دولت جان اف کندی مبنی بر اینکه عراق برای جنگ سرد گسترده‌تر مهم نبود - منجر به فروپاشی کمیته ویژه در مورد عراق در چند روز پس از آن شد. مراسم تحلیف کندی به عنوان رئیس‌جمهور عراق را به توجه مقام‌های آمریکایی بازگرداند.
در ۲۵ژوئن ۱۹۶۱، قاسم نیروهای خود را در امتداد مرز بین عراق و کویت بسیج کرد و ملت اخیر را "بخش جدا نشدنی عراق" اعلام کرد و باعث ایجاد یک " بحران کویت " کوتاه مدت شد. بریتانیا که به تازگی استقلال کویت را در۱۹ژوئن اعطا کرده بود و اقتصاد آن به شدت به نفت کویت وابسته بود در ۱ژوئیه با اعزام۵۰۰۰سرباز به این کشور برای جلوگیری از هرگونه تهاجم عراق پاسخ داد. در همان زمان، کندی برای مدت کوتاهی یک گروه ضربت نیروی دریایی ایالات متحده را به بحرین اعزام کرد و بریتانیا (به اصرار دولت کندی) اختلاف را به شورای امنیت سازمان ملل برد، جایی که قطعنامه پیشنهادی توسط اتحاد جماهیر شوروی وتو شد. این وضعیت سرانجام در اکتبر حل شد، زمانی که نیروهای بریتانیایی خارج شدند و یک نیروی۴۰۰۰نفری اتحادیه عرب جایگزین شد. پاسخ اولیه دولت کندی به این بن‌بست با انگیزه ایجاد تصویری از ایالات متحده به عنوان یک «قدرت مترقی ضد استعماری که تلاش می‌کند با ناسیونالیسم عرب به طور سازنده کار کند» و نیز ترجیح ایالات متحده دورکردن انگلیس از مسائل مربوط به خلیج فارس بود.
پس از بازگشت مصطفی بارزانی رهبر کردها در سال۱۹۵۸به عراق از تبعید در اتحاد جماهیر شوروی، قاسم قول داده بود که اجازه حکومت خودمختار در اقلیم کردستان شمال عراق را بدهد، اما تا سال۱۹۶۱قاسم هیچ پیشرفتی در جهت دستیابی به این هدف نداشت. در ژوئیه۱۹۶۱، پس از ماه‌ها خشونت بین قبایل کرد متخاصم، بارزانی به شمال عراق بازگشت و شروع به بازپس‌گیری اراضی از رقبای کرد خود کرد. اگرچه دولت قاسم به تشدید خشونت‌ها پاسخی نداد، اما حزب دمکرات کردستان(KDP) لیستی از خواسته‌ها را در ماه اوت به قاسم ارسال کرد که شامل خروج نیروهای دولتی عراق از خاک کردستان و آزادی سیاسی بیشتر بود.برای ماه بعد، مقام‌های ایالات متحده در ایران و عراق پیش‌بینی کردند که یک جنگ قریب‌الوقوع است. قاسم در مواجهه با از دست دادن شمال عراق پس از اینکه کردهای غیر بارزانی کنترل یک جاده کلیدی منتهی به مرز ایران را در اوایل سپتامبر به دست گرفتند و در۱۰سپتامبر و۱۲سپتامبر به نیروهای عراقی کمین کردند و قتل‌عام کردند، سرانجام دستور بمباران سیستماتیک روستاهای کرد را در سپتامبر صادر کرد، که باعث شد بارزانی در۱۹سپتامبر به شورش بپیوندد.به عنوان بخشی از استراتژی ابداع شده توسط الکساندر شلپین در ژوئیه ۱۹۶۱برای منحرف کردن تمرکز ایالات متحده و متحدانش از موضع تهاجمی اتحاد جماهیر شوروی در برلین، کاگ‌ب شوروی روابط خود را احیا کرد. با بارزانی و تشویق او به شورش، اگرچه بارزانی قصد نداشت به عنوان نیابت آنها عمل کند. تا مارس۱۹۶۲، نیروهای بارزانی کنترل شدید کردستان عراق را در دست داشتند، اگرچه بارزانی به دلیل ترس از اینکه دولت عراق اقدامات تلافی جویانه علیه غیرنظامیان انجام دهد، از تصرف شهرهای بزرگ خودداری کرد. ایالات متحده درخواست کردها را برای کمک رد کرد، اما قاسم با این وجود، کردها را به عنوان «دستفروشان آمریکایی» محکوم کرد و در عین حال شوروی را از هر گونه مسئولیتی برای ناآرامی‌ها مبری کرد.
در دسامبر ۱۹۶۱، دولت قاسم قانون عمومی ۸۰را تصویب کرد که بر اساس آن، امتیاز شرکت نفت عراق متعلق به بریتانیا و آمریکا به مناطقی که در آن نفت واقعاً تولید می‌شد، محدود می‌کرد و عملاً ۹۹٫۵درصد امتیاز شرکت نفت عراق را مصادره می‌کرد. مقام‌های ایالات متحده از مصادره مالکیت و همچنین وتوی اخیر شوروی قطعنامه سازمان ملل متحد با حمایت مصر مبنی بر درخواست پذیرش کویت به عنوان یک کشور عضو سازمان ملل متحد، که به عقیده آنها مرتبط است، نگران شدند. رابرت کومر، مشاور ارشد شورای امنیت ملی (NSC) نگران این بود که اگر شرکت نفت عراق در پاسخ به تولید نفت خود پایان دهد، قاسم ممکن است "کویت را به چنگ بیاورد" (در نتیجه تولید نفت خاورمیانه را به بن‌بست برساند) یا "خود را به اسلحه روسیه بیندازد." در همان زمان، کومر به شایعات گسترده مبنی بر قریب‌الوقوع بودن یک کودتای ملی گرایانه علیه قاسم اشاره کرد و این پتانسیل را داشت که «عراق را به یک محور بی‌طرف تر بازگرداند». به دنبال توصیه کومر، در ۳۰دسامبر، مک جورج باندی، مشاور امنیت ملی کندی، تلویحی از جان جرنگان، سفیر ایالات متحده در عراق، به رئیس‌جمهور فرستاد که در آن استدلال می‌کرد که ایالات متحده "در خطر شدید [از] کشیده شدن به [یک] است] وضعیت پرهزینه و از نظر سیاسی فاجعه بار در مورد کویت. باندی همچنین از کندی برای "فشار دولت" برای بررسی تدابیری برای حل و فصل اوضاع با عراق درخواست کرد و افزود که همکاری با انگلیس "در صورت امکان" مطلوب است، اما منافع خودمان، نفت و غیره، بسیار مستقیم در آن دخیل است.
در آوریل ۱۹۶۲، وزارت امور خارجه دستورالعمل‌های جدیدی در مورد عراق صادر کرد که هدف آن افزایش نفوذ آمریکا در این کشور بود. تقریباً در همان زمان، کندی به آژانس اطلاعات مرکزی (سیا) تحت هدایت آرچی روزولت جونیور دستور داد تا مقدمات یک کودتای نظامی علیه قاسم را آغاز کند. در ۲ژوئن، هاشم جواد، وزیر امور خارجه عراق، به جرنگان دستور داد کشور را ترک کند، و اظهار داشت که عراق نیز سفیر خود را از واشینگتن خارج می‌کند تا به انتقام از پذیرش استوارنامه سفیر جدید کویت توسط ایالات متحده در ۱ژوئن، که عراق بارها آن را دریافت کرده بود. هشدار داد که منجر به کاهش سطح روابط دیپلماتیک خواهد شد. علیرغم هشدارهای عراق، مقام‌های ارشد ایالات متحده از کاهش درجه حیرت‌زده شدند. کندی از پیامدهای احتمالی پذیرش سفیر کویت مطلع نشده بود. در پایان سال۱۹۶۲، یک سری شکست‌های بزرگ به دست شورشیان کرد به شدت به روحیه ارتش عراق و حمایت مردمی قاسم آسیب رساند. از سپتامبر ۱۹۶۲تا فوریه۱۹۶۳، قاسم بارها «فعالیت‌های جنایتکارانه» ایالات متحده را عامل موفقیت کردها در میدان نبرد می‌دانست، اما وزارت امور خارجه درخواست‌های کاردار ایالات متحده در بغداد، روی ملبورن، برای پاسخ علنی به قاسم را رد کرد. ادعاهایی از ترس اینکه انجام این کار حضور باقیمانده آمریکا در عراق را به خطر بیندازد. در ۵ فوریه۱۹۶۳، وزیر امور خارجه، دین راسک به سفارت ایالات متحده در عراق اطلاع داد که وزارت امور خارجه «به دقت در حال بررسی است که آیا در موازنه منافع ایالات متحده [در] این مقطع خاص با کنار گذاشتن سیاست [خود] مبنی بر اجتناب از واکنش عمومی به قاسم، تأمین خواهد شد یا خیر. اتهام‌های، با اکراه ناشی از تمایل به جلوگیری از به خطر انداختن «عملیات جمع‌آوری اطلاعات مهم» سیا: در ۷فوریه، ویلیام بروبک، وزیر امور خارجه، وزیر امور خارجه به باندی اطلاع داد که عراق به «یکی از نقاط مفیدتر برای دستیابی به اطلاعات فنی در مورد» تبدیل شده‌است. تجهیزات نظامی و صنعتی شوروی و روش‌های عملیات شوروی در مناطق غیرمتعهد». سیا قبلاً به یک پروژه موشکی زمین به هوای فوق سری عراق و شوروی نفوذ کرده بود که اطلاعاتی در مورد برنامه موشک بالستیک اتحاد جماهیر شوروی بدست آورد. با در دست داشتن دسترسی به اطلاعات مهم، مقام‌های ایالات متحده «اکراه زیادی در مورد تشدید قاسم» نشان دادند.
پس از رسیدن به یک توافق مخفی با بارزانی به همکاری با یکدیگر علیه قاسم در ژانویه، ضد امپریالیستی و ضد کمونیستی حزب بعث عراق قاسم را در کودتای خشن سرنگون و اعدام کرد در ۸ فوریه۱۹۶۳. در حالی که شایعات مداوم وجود داشته‌است که سازمان سیا هماهنگ کودتا، اسناد طبقه‌بندی نشده و شهادت افسران سابق سیا نشان می‌دهد دخالت مستقیم آمریکا وجود ندارد، اگر چه سازمان سیا فعالانه به دنبال پیدا کردن یک جایگزین مناسب برای قاسم در ارتش عراق و ایالات متحده از دو طرح کودتای بعثی سقط شده در ماه جولای و دسامبر۱۹۶۲ اطلاع داده شده بود. علیرغم شواهدی که نشان می‌دهد سیا "حداقل۱۹۶۱" برنامه‌ریزی کودتای حزب بعث را از نزدیک دنبال کرده‌است "مقام سیا که با روزولت برای ایجاد کودتای نظامی علیه قاسم همکاری می‌کند و بعدا رییس عملیات سیا در عراق و سوریه شد" هرگونه دخالت در اقدامات حزب بعث را رد کرده‌است" و بیان می‌کند که تلاش‌های سیا علیه قاسم هنوز در مراحل برنامه ریزی است.براندون ولف-هونیکات اظهار داشت که "دانشمندان در تفسیرهای خود از سیاست خارجی آمریکا نسبت به کودتای فوریه۱۹۶۳در عراق اختلاف نظر دارند"اما به شواهد قانع کننده ای از نقش امریکا در کودتا اشاره می‌کند."
عبدالسلام عارف معاون سابق قاسم (که بعثی نبود) عنوان عمدتاً تشریفاتی رئیس‌جمهور را دریافت کرد، در حالی که ژنرال برجسته بعثی احمد حسن البکر به عنوان نخست‌وزیر معرفی شد. قدرتمندترین رهبر دولت جدید، دبیر حزب بعث عراق، علی صالح آل السعدی، که گارد ملی ستیزه‌جو را کنترل کرد و قتل‌عام صدها اگر نگوییم هزاران مظنون به کمونیست و سایر ناراضیان را در روزهای پس از کودتا ترتیب داد. دولت کندی به چشم‌انداز تغییر عراق در جنگ سرد با خوش‌بینی محتاطانه نگاه کرد. با این حال، مقام‌های ایالات متحده نگران بودند که تجدید درگیری با کردها می‌تواند بقای دولت عراق را تهدید کند. در حالی که بارزانی ۱۵۰۰اسیر جنگی عرب را به نشانه حسن نیت آزاد کرده بود، طالب الشیبیب، وزیر امور خارجه عراق در ۳مارس به ملبورن گفت که دولت حاضر نیست هیچ امتیازی فراتر از خودمختاری فرهنگی در نظر بگیرد و آماده است از کردها و ضد بارزانی‌ها استفاده کند. قبایل عرب در شمال عراق برای همدستی با روش‌های چریکی کردها. در ۴ماه مه، ملبورن پیامی را ارائه کرد که در آن به شیبیب در مورد «نگرانی جدی دولت ایالات متحده از روند حوادث» هشدار داد و از مقام‌های عراقی خواست تا «پیشنهادهای متقابل جدی» ارائه دهند. با این وجود، در ۲۲مه، البکر صراحتاً به ملبورن گفت که «نمی‌تواند اجازه دهد این چالش کردها برای حاکمیت عراق برای مدت طولانی‌تری ادامه یابد». جنگ در ۱۰ژوئن از سر گرفته شد، زمانی که دولت عراق ۴۵۰۰۰سرباز در کردستان عراق جمع کرده بود اعضای هیئت مذاکره کننده کردها را دستگیر کرد و در سراسر شمال عراق حکومت نظامی اعلام کرد. در همین حال، اتحاد جماهیر شوروی فعالانه برای تضعیف دولت بعثی، تعلیق محموله‌های نظامی به عراق در ماه مه، متقاعد کردن متحد خود مغولستان برای حمایت از اتهام‌های نسل‌کشی علیه عراق در مجمع عمومی سازمان ملل از ژوئیه تا سپتامبر، و حمایت از کودتای نافرجام کمونیستی در ۳ژوئیه. دولت کندی با ترغیب متحدان عرب ایالات متحده به مخالفت با اتهام نسل‌کشی در سازمان ملل و با تصویب قرارداد تسلیحاتی ۵۵میلیون دلاری برای عراق پاسخ داد. علاوه بر این، «ولدون سی. متیوز به دقت ثابت کرده‌است که رهبران گارد ملی که در نقض حقوق بشر شرکت داشتند، در ایالات متحده به عنوان بخشی از یک برنامه پلیسی که توسط اداره همکاری بین‌المللی و آژانس توسعه بین‌المللی اداره می‌شد، آموزش دیده‌اند.» زیرا، به قول جیمز اسپین، مقام وزارت امور خارجه، «سیاست اعراب ملی‌گرا که بر دولت بغداد تسلط دارند در واقع به نسل‌کشی نزدیک می‌شود» و همچنین میل به حذف «کارت کرد» شوروی. سفیر ایالات متحده در عراق، رابرت سی استرانگ، البکر را از پیشنهاد صلح بارزانی که در ۲۵اوت به کنسول ایالات متحده در تبریز تحویل داده شده بود (و پیشنهاد داد تا پاسخی را ارسال کند) به البکر اطلاع داد. در حالی که آتش‌بس بارزانی به دولت این امکان را می‌داد که ادعای پیروزی کند، البکر از تماس‌های آمریکا با کردها «تعجب» کرد و پرسید که چرا این پیام از طریق شوروی ابلاغ نشده‌است. ولف هانیکات استدلال می‌کند که ارائه کمک‌های نظامی دولت کندی به دولت بعث، از جمله سلاح‌های ناپالم، تندروهای عراقی را جسور کرد و نسبت به ترجیح اعلام‌شده دولت برای حل و فصل دیپلماتیک برای جنگ اول عراق و کرد،نتیجه معکوس داشت.. پیشنهاد ژنرال عراقی حسن صبری البیاتی برای واکنش متقابل به این ژست با ارسال تانک T-54شوروی در اختیار عراق برای بازرسی به سفارت آمریکا در بغداد، چیزی شبیه به «رسوایی» شد، زیرا پیشنهاد بیاتی توسط ال. بکر، شیبیب یا دیگر مقام‌های ارشد عراقی و رهبری حزب بعث پس از اطلاع از آن، از سمت خود برکنار شدند.
دولت بعث در نوامبر ۱۹۶۳بر سر مسئله اتحاد با سوریه (جایی که شاخه دیگری از حزب بعث در ماه مارس قدرت را به دست گرفته بود) و رفتار افراطی و غیرقابل کنترل گارد ملی السعدی فروپاشید. رئیس‌جمهور عارف، با حمایت گسترده ارتش عراق، بعثی‌ها را از دولت پاکسازی کرد و به گارد ملی دستور داد که از قدرت خارج شوند. اگرچه البکر با عارف برای برکناری الساعدی توطئه کرده بود، اما در ۵ژانویه ۱۹۶۴، عارف البکر را از سمت جدید خود به عنوان معاون رئیس‌جمهور برکنار کرد، زیرا از اینکه حزب بعث بتواند جای پای خود را در دولت خود حفظ کند.. در ۲۱نوامبر ۱۹۶۳، دولت کندی تصمیم گرفت که چون عارف رئیس دولت عراق باقی بماند، روابط دیپلماتیک با عراق بدون مانع ادامه خواهد یافت.

## دولت لیندون جانسون
تحت ریاست‌جمهوری عارف و به‌ویژه برادرش عبدالرحمن عارف، ایالات متحده و عراق روابط نزدیک‌تری نسبت به هر زمان دیگری از انقلاب ۱۹۵۸ایجاد کردند. دولت لیندون بی. جانسون پیشنهاد عارف برای لغو بخشی از ملی کردن مالکیت امتیاز شرکت نفت عراق توسط قاسم در ژوئیه ۱۹۶۵را به خوبی دریافت کرد (اگرچه استعفای شش عضو کابینه و مخالفت گسترده مردم عراق او را مجبور به کنار گذاشتن این طرح کرد. و همچنین دوران تصدی عبدالرحمن البزاز وکیل طرفدار غرب به عنوان نخست‌وزیر. بزاز در پی پیروزی قاطع کردها در نبرد کوه  در ماه مه ۱۹۶۶، تلاش کرد تا یک توافق صلح را با کردها اجرا کند. در عراق، با ایجاد دوستی با سفیر استرانگ قبل از تصدی ریاست جمهوری و انجام تعدادی حرکات دوستانه به ایالات متحده بین آوریل ۱۹۶۶و ژانویه 1967. به درخواست عارف، رئیس‌جمهور جانسون با پنج ژنرال عراقی ملاقات کرد. نصیر هانی، سفیر عراق در ۲۵ژانویه ۱۹۶۷در کاخ سفید، بار دیگر بر «تمایل خود به ایجاد رابطه نزدیک تر بین دو دولت» تأکید کرد. به گفته مشاور امنیت ملی جانسون، والت ویتمن روستو، شورای امنیت ملی حتی در نظر داشت از عارف در یک سفر دولتی به ایالات متحده استقبال کند، اگرچه این پیشنهاد در نهایت به دلیل نگرانی در مورد ثبات دولت او رد شد. قبل از شروع جنگ شش روزه، عدنان پاچاچی، وزیر امور خارجه عراق، با تعدادی از مقام‌های آمریکایی برای بحث در مورد بحران در حال تشدید خاورمیانه در ۱ژوئن، از جمله آرتور گلدبرگ، سفیر ایالات متحده در سازمان ملل متحد، ملاقات کرد. وزیر امور خارجه در امور سیاسی یوجین وی. روستو، وزیر امور خارجه دین راسک و شخص رئیس‌جمهور جانسون. جو سیاسی ناشی از شکست پرهزینه اعراب، عراق را بر آن داشت تا روابط خود را با ایالات متحده در ۷ژوئن قطع کند و در نهایت فروپاشی دولت نسبتاً میانه‌رو عارف را تضمین کرد. عارف، مانند برادرش، قبلاً سعی در ایجاد توازن بین عناصر رادیکال و میانه‌رو در عراق داشت، اما این اقدام موازنه با جنگ تغییر کرد زیرا عارف برای آرام کردن ملی گرایان در حال رشد عراق به ویژه با انتصاب مجدد طاهر یحیی به سمت نخست‌وزیری حرکت کرد. یحیی قصد خود را برای ایجاد یک شرکت ملی نفت در اولین نخست‌وزیری خود در اواخر سال۱۹۶۳اعلام کرده بود و زمینه را برای شرکت ملی نفت عراق (INOC) فراهم کرد. یحیی در دوره دوم نخست‌وزیری خود از ژوئیه ۱۹۶۷تا ژوئیه ۱۹۶۸برای احیای INOC حرکت کرد و به دنبال همکاری با فرانسه و اتحاد جماهیر شوروی برای توسعه ظرفیت فنی برای ملی کردن کامل شرکت نفت عراق بود و متعهد شد که از نفت عراق به عنوان سلاح در نبرد با اسرائیل ستفاده کند.».
قبل از ترک بغداد در ۱۰جون۱۹۶۷سفیر ایالات متحده خنوخ اس دانکن کلیدهای سفارت ایالات متحده را به مارسل دوپرت سفیر بلژیک تحویل داد. بلژیک تبدیل شد حفاظت از قدرت برای ایالات متحده در بغداد جایی که دیپلمات‌های پایین رتبه آمریکایی در محوطه سفارت قدیمی به عنوان بخش منافع ایالات متحده در سفارت بلژیک باقی ماندند. هند موافقت کرد که به عنوان قدرت حفاظتی برای عراق در واشینگتن خدمت کند. پس از قطع روابط دیپلماتیک تا اوایل سال۱۹۷۲روابط بسیار کمی بین مقام‌های آمریکایی و عراقی برقرار بود.در ماه مه۱۹۶۸سیا گزارشی با عنوان "انقلاب راکد" تهیه کرد و اظهار داشت که رادیکال‌های ارتش عراق تهدیدی برای دولت عارف هستند و در حالی که "توازن نیروها به حدی است که هیچ گروهی قدرت کافی برای برداشتن گامهای قاطع را احساس نمی‌کند" بن‌بست بعدی وضعیتی ایجاد کرده بود که بسیاری از موضوعات مهم سیاسی و اقتصادی به سادگی نادیده گرفته می‌شوند." بلژیکی‌ها در ماه ژانویه پیامی را از وزارت امور خارجه ایالات متحده به مقام‌های عراقی ارسال کردند و پیشنهاد کردند که روابط عادی خود را از سر بگیرند اگر عراق موافقت کرد که خسارت وارده به سفارت و کنسولگری ایالات متحده را در جریان اعتراضات قبلی جبران کند و شرایط دیگری از جمله پایان تحریم کالاها و خدمات ایالات متحده را تحمیل کند. اگرچه مقام‌های ایالات متحده امیدوار بودند که از کودتا جلوگیری کنند اما هیچ نشانه ای از پاسخ عراق به این پیش‌بینی وجود ندارد.در جولای۱۷,حزب بعث عراق به رهبری البکر به عنوان رئیس جمهور، عبدالرحمن الدوود به عنوان وزیر دفاع، و عبدالرزاق نایف به عنوان نخست‌وزیر قدرت را در یک کودتای بدون خونریزی به دست گرفت، و عارف را در هواپیما به لندن ترور کردند. البکر به یاد فروپاشی دولت اتحاد کوتاه مدت در سال۱۹۶۳به سرعت دستور داد نایف و داود (که هیچ‌یک از بعثی‌ها نبودند) از پست‌های خود برکنار شوند و در۳۰جولای تبعید شوند و کنترل حزب بعث بر عراق را تقویت کنند حمله به رهبری ایالات متحده در مارس2003سپس البکر به عنوان نخست‌وزیر و فرمانده کل ارتش انتخاب شد.
در ۲اوت، عبدالکریم شیخلی، وزیر امور خارجه عراق اعلام کرد که عراق به دنبال روابط نزدیک "با اردوگاه سوسیالیست، به ویژه اتحاد جماهیر شوروی و جمهوری خلق چین " خواهد بود. در اواخر نوامبر، سفارت ایالات متحده در بیروت گزارش داد که عراق بسیاری از ناراضیان چپ و کمونیست را آزاد کرده‌است، اگرچه «هیچ نشانه ای وجود نداشت». هر نقش عمده ای در رژیم به آنها داده شده بود.» از آنجایی که دولت عارف اخیراً یک قرارداد بزرگ نفتی با شوروی امضا کرده بود، تلاش‌های سریع حزب بعث برای بهبود روابط با مسکو شوک کاملی برای سیاست‌گذاران ایالات متحده نبود، اما آنها «نگاهی اجمالی به یک اتحاد استراتژیک ارائه کردند که به زودی پدیدار خواهد شد."  در ماه دسامبر، نیروهای عراقی مستقر در اردن زمانی که شروع به گلوله باران شهرک نشینان اسرائیلی در دره اردن کردند،"به تیتر اخبار بین المللی تبدیل شدند" که منجر به واکنش شدید نیروی هوایی اسرائیل شد.البکر ادعا کرد که "ستون پنجم از عوامل اسرائیل و ایالات متحده از پشت ضربه می‌زدند" و در۱۴دسامبر، دولت عراق مدعی شد که "یک شبکه جاسوسی اسرائیل" را کشف کرده‌است که برای "به وجود آوردن یک حمله توطئه می‌کند". تغییر رژیم عراق، ده‌ها نفر را دستگیر کرد و در نهایت ۹یهودی عراقی را در ژانویه۱۹۶۹اعدام کرد. مقام‌های آمریکایی این اتهام‌های را غیرمحتمل می‌دانستند، زیرا یهودیان عراقی "تحت نظارت مستمر [و بنابراین] برای هر شبکه جاسوسی یا خرابکاری اسرائیل نیروهای ضعیفی را جذب می‌کردند." با کمک به فضای فزاینده بحران، حزب بعث همچنین با کمک به جناح کرد رقیب جلال طالبانی، درگیری با بارزانی را تشدید کرد.از همان ابتدا، مقام‌های دولت جانسون نگران این بودند که دولت بعث "چقدر رادیکال" خواهد بود با جان فاستر از NSC که بلافاصله پس از کودتا پیش بینی کرد که "گروه جدید دشوارتر از پیشینیان خود خواهند بود» و اگرچه ترس اولیه ایالات متحده مبنی بر حمایت فرقه «افراطی» حزب بعث که کنترل سوریه را در سال1966به دست گرفت، حمایت شده بود، اما در آن زمان به سرعت ثابت شد. پرزیدنت جانسون از سمت خود کنار رفت و این باور رو به رشد وجود داشت که "حزب بعث در حال تبدیل شدن به وسیله ای برای تجاوز شوروی به حاکمیت عراق است."

## ادعای حمایت آمریکا از کودتای ضد بعثی در سال۱۹۷۰
ریچارد نیکسون با بحران اولیه سیاست خارجی مواجه شد اعدام علنی ۹یهودی عراقی اتهام‌های جاسوسی در پایان ژانویه 1969. دولت نیکسون در ابتدا به دنبال حفظ اعدام‌ها با متقاعد کردن متحدان آمریکایی با روابط نزدیک با عراق مانند فرانسه بود، اسپانیا و هند برای اعمال فشار بر دولت، اما مقام‌های عراقی در پاسخ "در هیچ شرایط نامشخص، به ماندن بگیرید از [عراق] امور داخلی." ایالات متحده همچنین از دبیرکل سازمان ملل خواست او تانت اما او نتوانست بر تصمیم بغداد تأثیر بگذارد. وزیر امور خارجه نیکسون، ویلیام پی راجرز محکوم کردن اعدامها به عنوان "منزجر کننده وجدان جهان" در حالی که سفیر ایالات متحده در سازمان ملل متحد چارلز یوست این موضوع را به شورای امنیت سازمان ملل متحد برد و اظهار داشت که اقدامات عراق "برای برانگیختن احساسات و تشدید فضای بسیار انفجاری ظن و خصومت در خاورمیانه طراحی شده‌است." در اوایل سال۱۹۶۸انگلیس قصد خود را برای عقب‌نشینی نیروهای خود از "شرق سوز" از جمله منطقه خلیج فارس اعلام کرد بنابراین مقام‌های ایالات متحده را نگران می‌کند و دولت جانسون را وادار می‌کند تا مواردی را که به عنوان "سیاست ستون دوقلو" شناخته می‌شود تدوین کند عربستان سعودی در تلاش‌های خود برای حفظ ثبات خلیج فارس. دولت نیکسون در نهایت این سیاست را با تمرکز بر ایجاد ایران تجدید نظر می‌کند و سپس توسط دوست قدیمی نیکسون محمد رضا پهلوی اداره می‌شود،  دولت بعثی در عراق بی‌اعتماد، که او در نظر گرفته یک "دسته از اراذل و اوباش و قاتلان." محمدرضا پهلوی به دنبال اقدامات تحریک کننده عراق در ژانویه ۱۹۶۹به دنبال "مجازات" عراق و احتمالاً پیروزی بخشی از حاکمیت ایران بر شط العرب وی که پیمان سال۱۹۳۷کنترل کامل عراق را به عراق داده بود از طریق یک سری اقدامات اجباری: در ابتدای ماه مارس او ترتیب حمله متحدان کرد ایران به تأسیسات حزب عدالت و توسعه در اطراف کرکوک و موصل را داد و باعث خسارت میلیون‌ها دلاری به عراق شد. او یک جانبه پیمان ۱۹۳۷را لغو کرد و در ژانویه ۱۹۷۰از کودتای ناموفق حمایت کرد تلاش علیه دولت عراق. شاه می‌دانست که بسیاری از ارتش عراق در کردستان مستقر شد. در حالی که سه تیپ عراقی اضافی در اردن مستقر بودند-بنابراین عراق در هیچ موقعیتی برای مقابله به مثل نظامی بود، اما او پیشنهاد به "قطع منابع به کردها در ازای امتیازات در شط، " یک پیشنهاد عراق را رد کرد.
اقدامات تهاجمی محمدرضا پهلوی، عراق را متقاعد کرد که به دنبال پایان دادن به جنگ کردها باشد. در اواخر دسامبر۱۹۶۹، البکر معاون خود صدام حسین را برای مذاکره مستقیم با بارزانی و دستیار نزدیکش دکتر محمود عثمان فرستاد. محمدرضا پهلوی وقتی از این مذاکرات مطلع شد، خشمگین شد و از کودتا علیه دولت عراق حمایت کرد که قرار بود در شب ۲۰و۲۱ژانویه۱۹۷۰برگزار شود. با این حال، نیروهای امنیتی عراق "ضبط کاملی از اکثر ملاقات‌ها و مصاحبه‌های انجام شده" داشتند، طرح را خنثی کردند، سفیر ایران در عراق را اخراج کردند، و "حداقل ۳۳توطئه گر" را تا ۲۳ژانویه اعدام کردند. در۲۴ژانویه. عراق حمایت خود را از خودمختاری کردستان اعلام کرد و در ۱۱مارس، صدام و بارزانی به توافقی (موسوم به "توافق مارس") "برای به رسمیت شناختن شخصیت دو ملیتی عراق دست یافتند."...[و] اجازه ایجاد یک منطقه خودمختار کردستان را می‌دهد» که قرار بود تا مارس۱۹۷۴اجرا شود، اگرچه مقام‌های آمریکایی نسبت به الزام‌آور بودن این توافق تردید داشتند.
ادعاهایی مبنی بر دست داشتن آمریکا در کودتای نافرجام سال۱۹۷۰وجود داشت که ائتلافی از جناح‌های عراقی از جمله مخالفان کرد حزب بعث را شامل می‌شد. ادموند غریب ادعا کرد که سیا برای کمک به کردها برای سرنگونی دولت عراق در اوت۱۹۶۹به توافقی دست یافت، اگرچه شواهد کمی برای تأیید این ادعا وجود دارد، و افسر سیا مسئول عملیات در عراق و سوریه در سال۱۹۶۹"هر گونه دخالت ایالات متحده با کردها قبل از۱۹۷۲ را رد کرد" وزارت امور خارجه در۱۵اوت توسط تاجر عراقی لوفتی عبیدی از این طرح مطلع شد، اما به شدت از ارائه هرگونه کمکی خودداری کرد. سعد جبر تبعیدی عراقی در ۸دسامبر با مقام‌های سفارت ایالات متحده در بیروت دربارهٔ برنامه‌ریزی کودتا گفتگو کرد. مقام‌های سفارت بار دیگر تأکید کردند که ایالات متحده نمی‌تواند خود را در این توطئه دخیل کند، اگرچه در۱۰دسامبر وزارت امور خارجه به سفارت اجازه داد تا به جابر بگوید «ما آماده بررسی از سرگیری سریع روابط دیپلماتیک خواهیم بود و مطمئناً آماده همکاری در چارچوب محدودیت‌های موجود خواهیم بود. قوانین موجود و سیاست کلی ما» اگر «دولت جدید ثابت کند میانه رو و دوستانه است.»

## مداخله کردها، ۱۹۷۲–۱۹۷۵

الکسی کوسیگین (چپ) و احمد حسن البکر در حال امضای معاهده دوستی و همکاری عراق و شوروی در سال۱۹۷۲

پس از توافق مارس، مقام‌های ایران و اسرائیل تلاش کردند تا دولت نیکسون را متقاعد کنند که این توافق بخشی از توطئه شوروی برای آزاد کردن ارتش عراق برای تجاوز به ایران و اسرائیل است، اما مقام‌های آمریکایی با اشاره به اینکه عراق این ادعاها را رد کردند. در ۲۳مارس ۱۹۷۰پاکسازی اعضای ICP را از سر گرفت و صدام در سفرش به مسکو در ۴تا ۱۲اوت با استقبال «سرد» مواجه شد و طی آن وی درخواست تعویق بدهی خارجی قابل توجه عراق را کرد.  عراق و شوروی در اواخر سال۱۹۷۱در پاسخ به اتحاد رو به وخامت اتحاد جماهیر شوروی با رهبر مصر انور سادات، که پس از مرگ ناصر در ۲۸سپتامبر ۱۹۷۰جانشین جمال عبدالناصر شد، به سرعت بهبود یافت. قرارداد محرمانه تسلیحاتی با شوروی در سپتامبر ۱۹۷۱، که در جریان سفر دسامبر آندری گرچکو، وزیر دفاع شوروی به بغداد نهایی شد و «کل کمک‌های نظامی شوروی به عراق را به بیش از ۷۵۰میلیون دلار رساند»، وزارت امور خارجه عراق هر گونه تهدیدی برای ایران بود تردید داشت. در ۹آوریل ۱۹۷۲،الکسی کوسیگین، نخست‌وزیر شوروی، «پیمان دوستی و همکاری ۱۵ساله» را با البکر امضا کرد، اما مقام‌های ایالات متحده از این تحول «در ظاهر آشفته» نشدند، زیرا، طبق برای کارکنان شورای امنیت ملی، این «غافلگیرکننده یا ناگهانی» نبود، بلکه اوج روابط موجود بود.
گفته می‌شود که نیکسون در ابتدا مشغول دنبال کردن سیاست تنش زدایی خود با اتحاد جماهیر شوروی و اجلاس سران مسکو در ماه مه ۱۹۷۲بود، اما بعداً در سفر ۳۰تا ۳۱مه خود به تهران به دنبال کاهش نگرانی‌های محمدرضا پهلوی در مورد عراق بود. نیکسون در دیدار ۳۱ماه مه با محمدرضا پهلوی، متعهد شد که ایالات متحده «دوستان [خود] را ناامید نخواهد کرد» و قول داد که برای مقابله با توافق اتحاد جماهیر شوروی، تسلیحات پیشرفته (از جمله F-14و F-15) به ایران ارائه دهد. برای فروش جت‌های Mig-23عراق. به گفته مشاور امنیت ملی نیکسون و بعدها وزیر امور خارجه، هنری کیسینجر، و بسیاری از دانشمندان، نیکسون همچنین با انجام عملیات مخفیانه برای کمک به شورشیان کرد بارزانی در تهران موافقت کرد. (بارزانی پس از سوء قصد به قتل پسرش ادریس در دسامبر ۱۹۷۰که حزب بعث را مسئول آن می‌دانست، اتحاد خود با ایران و اسرائیل را از سر گرفته بود) با این حال، هیچ گزارش رسمی مبنی بر وقوع این اتفاق وجود ندارد، با تنها سابقه ای که نیکسون این عملیات را تأیید کرد، یادداشت اول اوت کیسینجر به رئیس کمیته بود. بنابراین قابل قبول است که دو عامل دیگر در نهایت نیکسون را متقاعد کرد که علیرغم مخالفت گسترده با حمایت از کردها در وزارت امور خارجه و سیا، این عملیات را تأیید کند: ملی کردن کامل شرکت نفت عراق توسط عراق در ۱ژوئن، پس از اینکه عراق صادرات نفت از رمیلا شمالی را آغاز کرد. اتحاد جماهیر شوروی در آوریل؛ و خروج ۱۵۰۰۰پرسنل نظامی شوروی در ۱۸ژوئیه از مصر، که معاون کیسینجر، ژنرال الکساندر هیگ، جونیور، در ۲۸ژوئیه پیش‌بینی کرد «احتمالاً منجر به تلاش‌های شدید شوروی در عراق خواهد شد.» 
از اکتبر۱۹۷۲تا پایان ناگهانی مداخله کردها پس از مارس۱۹۷۵، سیا «نزدیک به ۲۰میلیون دلار کمک، از جمله ۱۲۵۰تن تسلیحات غیرقابل انتساب، به کردها ارائه کرد.» هدف اصلی سیاستگذاران ایالات متحده افزایش توانایی کردها برای مذاکره در مورد توافقنامه خودمختاری منطقی با دولت عراق بود.برای توجیه این عملیات، مقام‌های آمریکایی به حمایت عراق از تروریسم بین‌المللی و تهدیدهای مکرر آن علیه کشورهای همسایه، از جمله ایران (جایی که عراق از بلوچ‌ها و جدایی‌طلبان عرب علیه محمدرضا پهلوی حمایت می‌کرد) و کویت (عراق حمله غیرقانونی به مرز کویت را انجام داد) اشاره کردند. پست و ادعای جزایر کویتی وربه و بوبیان را در ماه مه ۱۹۷۳کرد)، با هیگ اظهار داشت: «شکی نیست که دیدن بعثی‌ها به نفع ما، متحدانمان و سایر دولت‌های دوست در منطقه است. رژیم در عراق تعادل خود را حفظ کرد و در صورت امکان سرنگون شد.»  پس از استعفای نیکسون در آگوست۱۹۷۴، رئیس‌جمهور جرالد فورد در مورد مداخله کردها بر اساس «نیاز به دانستن» اطلاعاتی دریافت کرد. با ترک کیسینجر، رئیس سابق سیا و سفیر سیا در ایران، ریچارد هلمز، آرتور کالاهان از ایستگاه سیا در تهران) و معاون کالاهان برای اجرای واقعی سیاست ایالات متحده.برای جلوگیری از نشت، وزارت امور خارجه از این عملیات مطلع نشد.در واقع، وزارت امور خارجه آرتور لوری را برای ایجاد یک بخش منافع ایالات متحده در بغداد کمی قبل از تصمیم نیکسون برای حمایت از کردها اعزام کرده بود. بخش منافع رسماً در ۱اکتبر ۱۹۷۲افتتاح شد.لوری بارها هشدار داد که جنگ قدرت بین میانه‌روها و افراط‌گرایان در داخل حزب بعث عراق وجود دارد و موضع تهاجمی شاه نسبت به عراق، همراه با بعث. اعتقاد حزب مبنی بر اینکه ایالات متحده به دنبال سرنگونی آن است، به تندروها قدرت داد و در عین حال عراق را وادار کرد تا برای تأمین تسلیحات به سمت اتحاد جماهیر شوروی روی بیاورد. هلمز و سیا تحلیل لوری و پیشنهاد او مبنی بر تلاش ایالات متحده برای بهبود روابط با عراق را رد کردند و هلمز گفت: «[ما] صریحاً شک داریم که در عمل می‌توانیم بدون ایجاد دشمنان افراطی خود به میانه‌روها کمک کنیم.» سیا از این هم فراتر رفت و گزارشی تهیه کرد که هشدار داد «سطح خشونت سیاسی بسیار بالاست. این یک وضعیت و نه یک دولت خوشحال‌کننده برای ایالات متحده است که بتواند با آن تجارت کند." نسبت به ایالات متحده و غرب، مانند امتناع از شرکت در تحریم نفتی به رهبری عربستان سعودی پس از جنگ یوم کیپور، اما این اقدامات تا حد زیادی در واشینگتن نادیده گرفته شد.
در ۱۱مارس ۱۹۷۴، دولت عراق ۱۵روز به بارزانی مهلت داد تا قانون جدید خودمختاری را بپذیرد، که «بسیار کمتر از آنچه رژیم در سال۱۹۷۰به کردها وعده داده بود، از جمله مطالبات طولانی مدت مانند سهم متناسب از درآمد نفت و… گنجاندن شهر نفت خیز و از نظر فرهنگی مهم کرکوک در منطقه خودمختار» و «به رژیم بر هر قانون کردی حق وتو داد». بارزانی اجازه داد تا ضرب الاجل به پایان برسد، و باعث آغاز جنگ دوم عراق و کرد در آوریل شد. اگرچه سیا «۹۰۰۰۰۰پوند سلاح کوچک و مهمات غیرقابل انتساب» را برای آماده شدن برای این حادثه انباشته کرده بود، کردها به دلیل کمبود سلاح‌های ضدهوایی و ضد تانک در موقعیت ضعیفی قرار داشتند. علاوه بر این، مستشاران شوروی در تغییر تاکتیک‌های عراق نقش داشتند که به‌طور قاطع مسیر جنگ را تغییر داد و به ارتش عراق این امکان را داد که در نهایت در جایی که در گذشته شکست خورده بود، به دستاوردهای ثابتی در برابر کردها دست یابد. برای جلوگیری از فروپاشی مقاومت کردها، کیسینجر معامله ای با اسرائیل برای ارائه ۲۸میلیون دلار تسلیحات سنگین به کردها انجام داد، اما همه کمک‌ها بلافاصله پس از اینکه محمدرضا پهلوی و صدام یکدیگر را در یک کنفرانس مطبوعاتی در آغوش گرفتند، به‌طور ناگهانی پایان یافت. در الجزیره در ۶مارس ۱۹۷۵: صدام با امتیازی در مرز آبراه شط العرب در ازای پایان دادن به «همه نفوذ خرابکارانه از هر طرف» موافقت کرده بود. دخالت آشکار و فزاینده ایران که برای جلوگیری از شکست کردها ضروری است از جمله حضور سربازان ایرانی با لباس کردی، که هر بار به مدت ۱۰روز در نبرد شرکت می‌کردند، بنابراین این احتمال را افزایش می‌دهد که ممکن است تشدید بیشتر منجر شود. برای «جنگ باز» بین ایران و عراق همراه با تضمین رهبران عرب از جمله سادات، ملک حسین اردن و هواری بومدین الجزایر مبنی بر اینکه «صدام حسین آماده بود تا عراق را از مدار شوروی خارج کند اگر ایران بخواهد ببرد.» دور کردن [شورش کردها] که آنها را به آغوش شوروی سوق می‌داد» همچنین به شاه کمک کرد که توافق با عراق ضروری و مطلوب است. پس از آن، بیش از ۱۰۰۰۰۰کرد به ایران گریختند، در حالی که دولت عراق به طرز وحشیانه ای کنترل خود را بر کردستان عراق تثبیت کرد تا سال۱۹۷۸بیش از ۱۴۰۰روستا را ویران کرد، ۶۰۰۰۰۰کرد را در اردوگاه‌های اسکان مجدد زندانی کرد، و کارزاری را به راه انداخت. نسل‌کشی علیه کردها در سال1988.
تحقیق‌های لو رفته کنگره به رهبری اوتیس پایک و مقاله نیویورک تایمز در ۴فوریه ۱۹۷۶نوشته شده توسط ویلیام سفایر به شدت بر تحقیق‌های بعدی در مورد انجام مداخله کردها تأثیر گذاشته‌است. در نتیجه، این باور عمومی وجود دارد که مقام‌های ایالات متحده بارزانی را وادار کردند که پیشنهاد اولیه دولت عراق برای خودمختاری را رد کند، بدبینانه با «فروختن» کردها به دستور محمدرضا پهلوی موافقت کرد، و از ارائه هرگونه کمک بشردوستانه به آوارگان کرد خودداری کرد. و به «نامه ای دلخراش» که بارزانی در ۱۰ مارس۱۹۷۵برای کیسینجر ارسال کرد، پاسخ نداد و در آن اعلام کرد: جنبش و مردم ما به شکلی باورنکردنی با سکوت همه نابود می‌شوند.در واقع، اسناد از طبقه‌بندی خارج شده نشان می‌دهد که مقام‌های ایالات متحده به بارزانی نسبت به پیشنهاد او برای اعلام خودمختاری به‌طور یکجانبه هشدار دادند، زیرا آنها می‌دانستند که انجام این کار باعث تحریک دولت عراق می‌شود، حتی اگر هدف از تجزیه دائم عراق و حفظ یک دولت خودمختار کردستان مستلزم اقدامات گسترده‌ای باشد. منابع ناسازگار با انکار قابل قبول با این حال، بارزانی هرگز نمی‌توانست "قانون خودمختاری کم آب شده" عراق را بپذیرد، زیرا با مفاد توافق مارس ناسازگار بود و خواسته‌های برجسته کردها را نادیده می‌گرفت. «فروختن» محمدرضا پهلوی، مقام‌های آمریکایی و اسرائیلی و همچنین مشاوران خود را کور کرد. کیسینجر شخصاً محمدرضا پهلوی را علیه دستیابی به هرگونه توافقی با عراق لابی کرده بود و منطق "تجارت یک دارایی اجباری ارزشمند را زیر سوال برد. برای یک امتیاز متوسط مرزی.»ایالات متحده یک میلیون دلار کمک به آوارگان کرد ارائه کرد و در ۱۷مارس، کیسینجر به نامه بارزانی پاسخ داد: «ما می‌توانیم درک کنیم که تصمیمات دشواری که اکنون مردم کرد با آن روبرو هستند. باعث ناراحتی عمیق آنها می‌شود. ما از شجاعت و وقاری که آن مردم با آزمون‌های زیادی روبرو شده‌اند، تحسین می‌کنیم، و  با آنهاست."ایالات متحده و اسرائیل مجبور شدند کمک‌های خود را کنار بگذارند نقل قول‌های نادرست؛ به دروغ ایالات متحده را به عدم ارائه هیچ گونه کمک بشردوستانه به کردها متهم کرد. و در نهایت، ادعا کرد که کیسینجر به درخواست غم‌انگیز بارزانی پاسخ نداده‌است، در حالی که او در واقع این «مورد کتاب درسی خیانت و دزدی» نبود که گزارش پایک بسیاری از مردم را به آن واداشته بود.» گیبسون اذعان می‌کند که دخالت ایالات متحده منفعت طلبانه بود و «منافع جنگ سرد آمریکا را پیش برد، هرچند نه به‌طور کامل. به قیمت کردها.»یوست هیلترمن تحلیلی متضاد ارائه می‌دهد: «تبرئه نباید بدون صلاحیت باشد. کیسینجر فقط در حدی به کردها اهمیت می‌داد که می‌توانستند در راستای منافع ایالات متحده از آنها استفاده کنند و مطمئناً دیر یا زود آنها را رها می‌کرد.»

## جنگ ایران و عراق و از سرگیری روابط دیپلماتیک
اگرچه علاقه عراق به تخصص فنی آمریکا قوی بود، قبل از سال۱۹۸۰به نظر نمی‌رسید که دولت به‌طور جدی علاقه ای به برقراری مجدد روابط دیپلماتیک با ایالات متحده داشته باشد. حزب بعث تلاش‌های ایالات متحده برای دستیابی به توافقات موقت «گام به گام» بین اسرائیل و کشورهای عربی و روند دیپلماتیکی را که منجر به توافق کمپ دیوید شد، تلاش‌های حساب شده برای تداوم نفاق اعراب می‌دانست. در نتیجه، عراق نقش رهبری را در سازماندهی مخالفت اعراب به ابتکارات دیپلماتیک ایالات متحده بر عهده گرفت. پس از امضای معاهده صلح مصر با اسرائیل در سال۱۹۷۹، عراق موفق شد اعضای اتحادیه کشورهای عربی (اتحادیه عرب)را به اتفاق آرا به اخراج مصر از این سازمان دعوت کند.
بررسی هزاران سند دولتی از طبقه‌بندی خارج شده و مصاحبه با سیاستگذاران سابق ایالات متحده نشان می‌دهد که ایالات متحده پشتیبانی اطلاعاتی و لجستیکی را ارائه کرده‌است که در تسلیح عراق در طول جنگ ایران و عراق نقش داشته‌است. تحت دولت‌های رونالد ریگان و جورج اچ دبلیو بوش، ایالات متحده مجوز فروش بسیاری از فناوری‌های دو منظوره (اقلام با کاربردهای نظامی و غیرنظامی) را به عراق صادر کرد، از جمله مواد شیمیایی که می‌توانند در ساخت آفت کش‌ها یا سلاح‌های شیمیایی و ویروس‌های زنده استفاده شوند. باکتری‌هایی مانند سیاه زخم و طاعون بوبونیک که در پزشکی و ساخت واکسن استفاده می‌شوند یا برای استفاده در سلاح‌های بیولوژیکی استفاده می‌شوند.
گزارش کمیته امور بانکی، مسکن و شهرسازی سنای ایالات متحده به این نتیجه رسید که ایالات متحده در دوره ریاست جمهوری متوالی موادی از جمله سیاه زخم و بوتولیسم را تا مارس ۱۹۹۲به عراق می‌فروخت. رئیس کمیته سنا، دان ریگل، گفت: «قوه اجرایی دولت ما ۷۷۱مجوز صادرات مختلف را برای فروش فناوری دو منظوره به عراق تصویب کرد. من فکر می‌کنم این یک رکورد ویرانگر است.» به گفته چند تن از مقام‌های سابق، وزارت امور خارجه و بازرگانی تجارت در چنین اقلامی را به عنوان راهی برای تقویت صادرات ایالات متحده و به دست آوردن اهرم سیاسی بر صدام ترویج کردند.
روابط بین آمریکا و عراق به دلیل ماجرای ایران-کنترا تیره شد.
به گفته افسران ارشد نظامی با آگاهی مستقیم از این برنامه، ایالات متحده در زمانی که آژانس‌های اطلاعاتی ایالات متحده می‌دانستند که فرماندهان عراقی از سلاح‌های شیمیایی در جنگ استفاده خواهند کرد، کمک‌های حیاتی در برنامه‌ریزی نبرد ارائه کرد. ایالات متحده این برنامه مخفی را در زمانی انجام داد که وزیر امور خارجه جورج پی شولتز، وزیر دفاع ایالات متحده فرانک سی کارلوچی و مشاور امنیت ملی ژنرال کالین ال. پاول علناً عراق را به دلیل استفاده از گازهای سمی محکوم کردند، به ویژه پس از آن. عراق در مارس۱۹۸۸به روستاییان کرد در حلبچه حمله کرد. مقام‌های آمریکایی علناً استفاده عراق از گاز خردل، سارین، وی ایکس و سایر عوامل سمی را محکوم کردند، اما شصت افسر آژانس اطلاعات دفاعی مخفیانه اطلاعات دقیقی در مورد استقرار ایران، برنامه‌ریزی تاکتیکی برای نبردها، برنامه‌های حمله‌های هوایی و ارزیابی خسارات بمب در عراق ارائه می‌کردند. از مدت‌ها قبل مشخص بود که ایالات متحده به رژیم صدام کمک‌های اطلاعاتی مانند عکاسی ماهواره ای می‌کرد. کارلوچی گفت: "درک من این است که آنچه در اختیار عراق قرار گرفت، دستور کلی اطلاعات جنگی بود، نه اطلاعات عملیاتی." او گفت: "من مطمئناً از مشارکت ایالات متحده در تهیه بسته‌های ن ه، از طریق یک سخنگوی، گفت که توصیف افسران از این برنامه "بسیار اشتباه" بود، اما از بحث در مورد آن خودداری کرد. معاون او، ریچارد ال. آرمیتاژ، یک مقام ارشد دفاعی در آن زمان، از سخنی توهین آمیز استفاده کرد که از طریق یک سخنگوی آن را رد کرد تا نشان دهد که ایالات متحده با استفاده از سلاح‌های شیمیایی موافقت کرده‌است.
نگرانی در مورد انقلاب اسلامی۱۹۷۹ایران و حمله شوروی به افغانستان، عراق را بر آن داشت تا ماهیت روابط خود با ایالات متحده را به‌طور جدی مورد بررسی قرار دهد. این روند منجر به گرم شدن تدریجی روابط دو کشور شد. در سال۱۹۸۱عراق و ایالات متحده در سطوح پایین و رسمی در مورد موضوعات مورد علاقه دوجانبه مانند تجارت و امنیت منطقه ای گفتگو کردند. در مارس۱۹۸۲، ایالات متحده تصمیم گرفت عراق را از فهرست کشورهای حامی تروریسم حذف کند تا بتواند به صدام حسین برای پیروزی در جنگ عراق و ایران کمک کند. پس از آن، ایالات متحده اعتباراتی را برای خرید کالاهای کشاورزی آمریکایی به عراق اعطا کرد، که این اولین بار از سال۱۹۶۷انجام شد. مهمتر از آن، در سال۱۹۸۳، دولت بعثی میزبان فرستاده ویژه ایالات متحده در خاورمیانه بود که بالاترین مقام آمریکایی در بیش از شانزده سال گذشته از بغداد بازدید کرد. در تلاش ایالات متحده برای باز کردن روابط دیپلماتیک کامل با عراق، این کشور از فهرست دولت‌های حامی تروریسم حذف شد. ظاهراً این به دلیل بهبود کارنامه رژیم بود، اگرچه نوئل کخ، دستیار وزیر دفاع سابق ایالات متحده بعداً اظهار داشت: «هیچ‌کس در مورد ادامه دخالت [عراقی‌ها] در تروریسم تردیدی نداشت… دلیل واقعی کمک به موفقیت آنها در جنگ علیه ایران بود.» در سال۱۹۸۴، زمانی که ایالات متحده «عملیات ثابت قدم» را برای توقف ارسال تسلیحات به ایران توسط کشورهای ثالث آغاز کرد، هیچ تحریم مشابهی علیه عراق انجام نشد زیرا عراق تمایل خود را برای مذاکره برای پایان جنگ ابراز کرده بود. همه این ابتکارات زمینه را برای برقراری مجدد روابط دیپلماتیک عراق و ایالات متحده در نوامبر۱۹۸۴فراهم کرد. عراق آخرین کشور عربی بود که روابط دیپلماتیک خود را با آمریکا از سر گرفت
در اوایل سال۱۹۸۸، روابط عراق با ایالات متحده عموماً صمیمانه بود. روابط در اواخر سال۱۹۸۶تیره شده بود، زمانی که فاش شد که ایالات متحده در سال های۱۹۸۵و ۱۹۸۶مخفیانه به ایران تسلیحات فروخته‌است و بحرانی در می۱۹۸۷رخ داد که خلبان عراقی یک کشتی نیروی دریایی آمریکا را در خلیج فارس بمباران کرد. کشتی ای که او به اشتباه فکر می‌کرد در تجارت مرتبط با ایران دخیل است. با این وجود، دو کشور تا اواسط سال۱۹۸۷این مشکلات را پشت سر گذاشته بودند. اگرچه ظن و ظن در مورد ایالات متحده همچنان وجود داشت، اما عراق از فشارهای دیپلماتیک و نظامی بیشتر، حتی اگر غیرمستقیم، آمریکا در تلاش برای پایان دادن به جنگ با ایران استقبال کرد. در بیشتر موارد، دولت عراق معتقد بود که ایالات متحده از موضع خود مبنی بر اینکه جنگ تنها به دلیل ناسازگاری ایران طولانی شده‌است، حمایت می‌کند.

## جنگ خلیج فارس و بحران خلع سلاح عراق

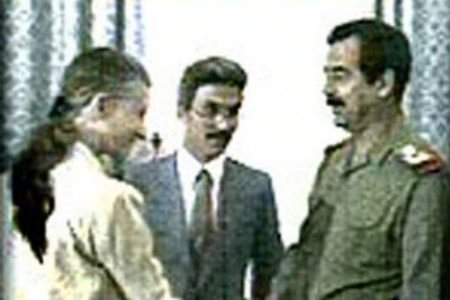
آوریل گلاسپی برای یک جلسه اضطراری با صدام ملاقات می‌کند.

در ۲۵ ژوئیه۱۹۹۰به دنبال تنش با کویت، صدام با آوریل گلاسپی، سفیر ایالات متحده در بغداد، در یکی از آخرین تماس‌های سطح بالا بین دو دولت قبل از حمله عراق به کویت در ۲ اوت۱۹۹۰ملاقات کرد. مقام‌های دولت عراق متن این دیدار را منتشر کردند که در آن طارق عزیز وزیر خارجه عراق نیز حضور داشت. یک نسخه توسط ای‌بی‌سی نیوز در اختیار نیویورک تایمز قرار گرفت که از عربی ترجمه شده بود. وزارت خارجه آمریکا از اظهار نظر دربارهٔ صحت آن خودداری کرده‌است.

از گلاسپی نقل شده‌است که به صدام گفت:
من دستور مستقیمی از رئیس‌جمهور دارم تا به دنبال روابط بهتر با عراق باشیم. من می‌دانم که شما به بودجه نیاز دارید. ما این را درک می‌کنیم و نظر ما این است که شما باید فرصتی برای بازسازی کشور خود داشته باشید. اما ما در مورد مناقشات عربی و عربی، مانند اختلافات مرزی شما با کویت، نظری نداریم. من در اواخر دهه۶۰در سفارت آمریکا در کویت بودم [در یکی دیگر از درگیری‌های مرزی عراق و کویت]. دستوری که در این مدت داشتیم این بود که در این مورد اظهار نظر نکنیم و موضوع به آمریکا مرتبط نباشد. جیمز بیکر به سخنگویان رسمی ما دستور داده‌است که بر این دستورالعمل تأکید کنند. امیدواریم بتوانید با استفاده از هر روش مناسب از طریق کلیبی یا از طریق پرزیدنت مبارک این مشکل را حل کنید. تنها چیزی که ما امیدواریم این است که این مسائل به سرعت حل شود. صادقانه بگویم، ما فقط می‌توانیم ببینیم که شما نیروهای عظیمی را در جنوب مستقر کرده‌اید. معمولاً این به هیچ‌یک از کار ما مربوط نمی‌شود. اما وقتی این اتفاق می‌افتد در شرایطی که شما در روز ملی خود گفتید، پس وقتی جزئیات دو نامه وزیر امور خارجه را می‌خوانیم، زمانی که دیدگاه عراق را می‌بینیم که اقدامات امارات و کویت این است. در تحلیل نهایی، به موازات تهاجم نظامی به عراق، منطقی است که نگران باشم. و به همین دلیل دستوری دریافت کردم که با روحیه دوستی نه در روحیه مقابله در مورد نیت شما از شما بخواهم.
با این حال، طارق عزیز در سال۱۹۹۶به پی‌بی‌اس گفت که رهبری عراق در مورد واکنش احتمالی آمریکا به تهاجم عراق «توهم» ندارد: «او [گلاسپی] چیز عجیبی به ما نگفت. او به ما به این معنا نگفت که ما به این نتیجه رسیدیم که آمریکایی‌ها تلافی نمی‌کنند. این مزخرف بود که می‌بینید. این بیهوده بود که فکر کنیم آمریکایی‌ها به ما حمله نمی‌کنند.» و در مصاحبه دوم در سال۲۰۰۰با همین برنامه تلویزیونی، عزیز گفت:
هیچ سیگنال مختلطی وجود نداشت. نباید فراموش کرد که کل دوره قبل از دوم اوت شاهد سیاست منفی آمریکا در قبال عراق بود؛ بنابراین بسیار احمقانه است که فکر کنیم، اگر به کویت برویم، آمریکا آن را دوست دارد. چون گرایش آمریکایی… برای گره گشایی عراق بود. پس چگونه می‌توانیم تصور کنیم که چنین اقدامی مورد استقبال آمریکایی‌ها قرار می‌گیرد؟ احمقانه به نظر می‌رسد، می بینید، این تخیلی است. دربارهٔ ملاقات با آوریل گلاسپی - این یک جلسه معمولی بود. هیچ چیز خارق‌العاده ای در آن وجود نداشت. او هیچ چیز خارق‌العاده‌ای فراتر از آنچه که هر دیپلمات حرفه‌ای بدون دستورات قبلی دولتش می‌گوید، نگفت. او خواستار ملاقات با رئیس‌جمهور نشد. او توسط رئیس‌جمهور احضار شد. او با من تماس گرفت و گفت: «سفیر آمریکا را بیاورید. من می‌خواهم او را ببینم." او آماده نبود، زیرا صبح در واشنگتن نبود. مردم در واشنگتن خواب بودند، بنابراین او به نیم ساعت زمان نیاز داشت تا با هر کسی در واشنگتن تماس بگیرد و راهنمایی بگیرد؛ بنابراین، آنچه که او گفت، اظهارنظرهای معمولی و کلاسیک در مورد آنچه رئیس جمهور از او می‌خواست تا به رئیس جمهور بوش منتقل کند، بود. او می‌خواست که او پیامی را برای جورج بوش بفرستد، نه اینکه از واشنگتن پیامی از طریق او دریافت کند.
به دلیل نگرانی‌های مداوم در مورد وضعیت امنیتی در عراق، وزارت خارجه ایالات متحده گذرنامه‌های ایالات متحده را برای سفر به یا از طریق عراق در ۸فوریه ۱۹۹۱باطل کرد. آتش‌بس جنگ خلیج فارس در ۱ مارس۱۹۹۱در صفوان عراق مورد مذاکره قرار گرفت و در ۱۱ آوریل۱۹۹۱اجرایی شد.
به گفته مقام‌های سابق اطلاعاتی ایالات متحده با مصاحبه نیویورک تایمز، سیا به‌طور غیرمستقیم از یک کمپین بمب‌گذاری و خرابکاری بین سال‌های ۱۹۹۲تا ۱۹۹۵در عراق که توسط شورشیان پیمان ملی عراق به رهبری ایاد علاوی انجام شد، حمایت کرد. این کمپین هیچ تأثیر آشکاری در سرنگونی حکومت صدام نداشت، اما سیا همچنین در کودتای نافرجام ۱۹۹۶علیه صدام شرکت داشت و در اکتبر ۱۹۹۸، تغییر رژیم با تصویب این قانون به سیاست رسمی ایالات متحده تبدیل شد. قانون آزادی عراق.»
در نتیجه جنگ، عراق و آمریکا برای دومین بار روابط دیپلماتیک خود را قطع کردند. از سال۱۹۹۰تا ۲۰۰۳،الجزایر به عنوان قدرت حفاظتی عراق در واشینگتن، در حالی که لهستان به عنوان قدرت محافظ ایالات متحده در بغداد عمل کرد. روابط دیپلماتیک تا زمانی که ایالات متحده در سال۲۰۰۳صدام حسین را سرنگون نکرد و یک دولت همسو با آمریکا را تأسیس کرد، احیا نمی‌شد.

## ۲۰۰۳حمله به عراق

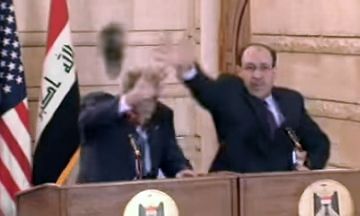
پرتاب کفش به سمت بوش در کنار منتظر الزیدی، دسامبر ۲۰۰۸‏

پس از قطعنامه ۶۸۷شورای امنیت سازمان ملل متحد و متعاقب آن بازرسان تسلیحاتی سازمان ملل در داخل عراق، دوره ای از خصومت‌های سطح پایین بین عراق و ائتلاف به رهبری ایالات متحده از سال۱۹۹۱آغاز شد.
در اواخر سال۲۰۰۱، دولت بوش فعالانه اعمال فشار برای مداخله نظامی در عراق را آغاز کرد. منطقی سازی اولیه با قطعنامه مشترک کنگره آمریکا موسوم به قطعنامه عراق بیان شد وبیان داشت که هدف از بین بردن "رژیمی است که سلاح‌های کشتار جمعی را توسعه داده و از آنها استفاده می‌کند، تروریست‌ها را پناه داده و حمایت می‌کند، مرتکب نقض ظالمانه حقوق بشر شده‌است. و خواسته‌های عادلانه سازمان ملل و جهان را نادیده گرفت.»
پیش از تهاجم، ایالات متحده و بریتانیا بر این استدلال تأکید کردند که صدام حسین در حال توسعه سلاح‌های کشتار جمعی است و بدین ترتیب او تهدیدی برای همسایگان خود و جامعه جهانی است. در اواخر سال۲۰۰۱٬۲۰۰۲و اوایل سال۲۰۰۳، دولت بوش تلاش کرد تا پرونده ای برای حمله به عراق ایجاد کند که در سخنرانی کالین پاول وزیر امور خارجه وقت آمریکا در فوریه۲۰۰۳به شورای امنیت به اوج خود رسید.
اتهام‌های مربوط به شواهد ناقص و ادعای تغییر منطق، نقطه کانونی منتقدان جنگ شد، آنها مدعی هستند که دولت بوش عمداً شواهدی را برای توجیه تهاجمی که از مدت‌ها پیش برنامه‌ریزی کرده بود جعل کرده‌است.
تهاجم در ۲۰ مارس۲۰۰۳آغاز شد و ایالات متحده با پیوستن بریتانیا و چندین متحد ائتلاف، کمپین بمباران «شوک و هیبت» را آغاز کرد. نیروهای عراقی به سرعت غرق شدند، زیرا نیروهای آمریکایی در سراسر کشور را فرا گرفتند. تهاجم منجر به فروپاشی دولت بعث شد. صدام در عملیات طلوع سرخ در دسامبر همان سال دستگیر شد و سه سال بعد توسط دادگاه نظامی اعدام شد. با این حال، خلاء قدرت پس از سقوط صدام و سوء مدیریت اشغال منجر به جنگ داخلی گسترده بین شیعه و سنی و همچنین شورش طولانی علیه نیروهای ایالات متحده و ائتلاف شد. ایالات متحده با افزایش نیرو در سال ۲۰۰۷برای کاهش خشونت پاسخ داد.
اندکی پس از تهاجم، آژانس اطلاعات مرکزی، آژانس اطلاعات دفاعی و سایر آژانس‌های اطلاعاتی تا حد زیادی شواهد مربوط به سلاح‌های عراقی و همچنین ارتباط با القاعده را بی‌اعتبار کردند و در این مرحله دولت‌های بوش و بلر شروع به تغییر منطق ثانویه کردند. جنگ، مانند سوابق حقوق بشر دولت حسین و ترویج دموکراسی در عراق.
کوفی عنان، دبیرکل سازمان ملل متحد، جنگ را غیرقانونی توصیف کرد و در مصاحبه‌ای در سپتامبر ۲۰۰۴گفت که این جنگ با شورای امنیت مطابقت ندارد.
ایالات متحده خروج نیروهای خود را در زمستان۰۸–۲۰۰۷آغاز کرد. کاهش دخالت ایالات متحده در عراق در زمان پرزیدنت باراک اوباما تسریع شد. ایالات متحده به‌طور رسمی تمام نیروهای رزمی خود را تا دسامبر ۲۰۱۱از عراق خارج کرد.

## وضعیت فعلی

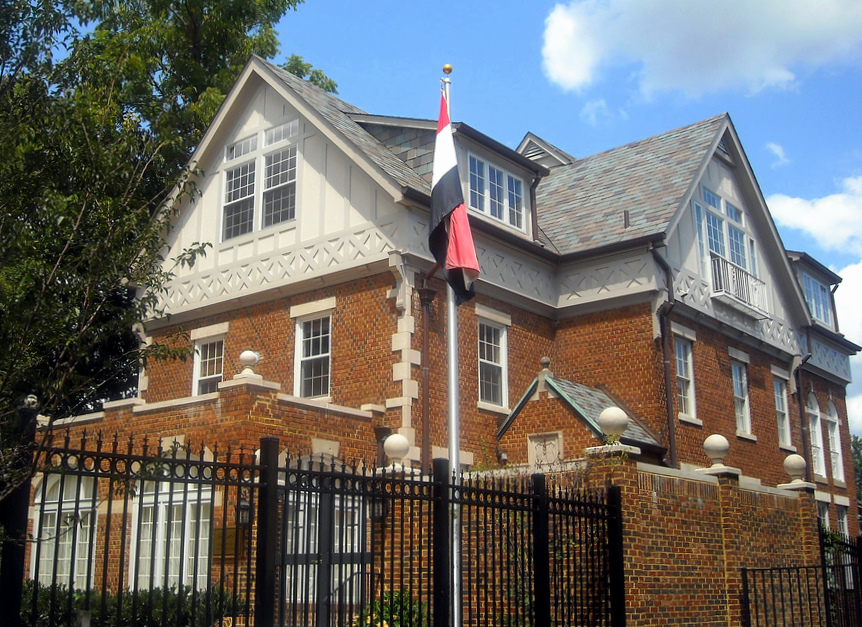
سفارت عراق در واشینگتن دی سی

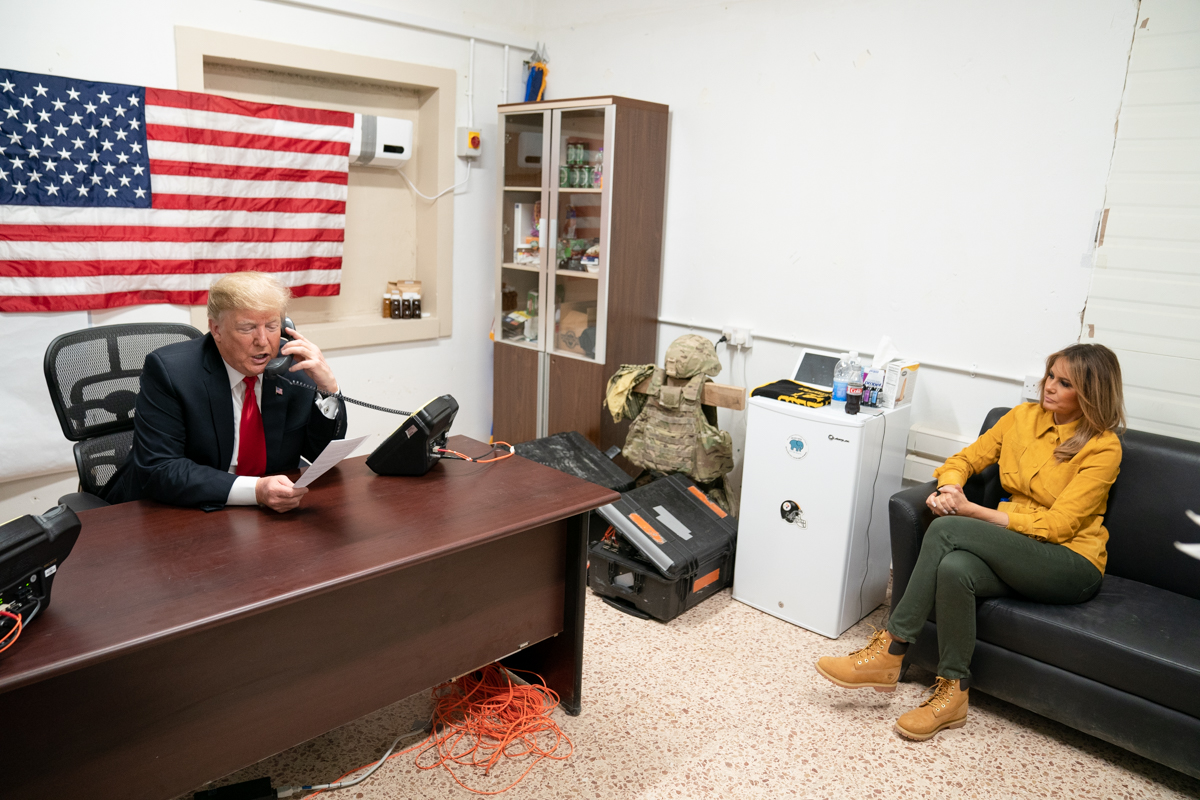
دونالد ترامپ، رئیس‌جمهور آمریکا، در جریان بازدید از پایگاه هوایی الاسد در سال ۲۰۱۸با عادل عبدالمهدی، نخست‌وزیر عراق صحبت می‌کند.

به دلیل نقش اصلی دولت ایالات متحده در خلع صدام حسین و ایجاد دولت‌های موقت برای جایگزینی رژیم او،انتظار می‌رود که روابط عراق با ایالات متحده برای آینده قابل پیش‌بینی قابل توجه باقی بماند
شورش عراق که از آن به عنوان بحران عراق نیز یاد می‌شود، پس از خروج نیروهای آمریکایی در سال۲۰۱۱تشدید شد و منجر به درگیری خشونت‌آمیز با دولت مرکزی و همچنین خشونت‌های فرقه ای در میان گروه‌های مذهبی عراق شد. این امر با فتح فلوجه و موصل و مناطق عمده در شمال عراق توسط دولت اسلامی عراق و شام (داعش) به یک جنگ داخلی تبدیل شد. این امر منجر به حمله‌های هوایی ایران، سوریه و ایالات متحده و سایر کشورها شده‌است
در ژانویه۲۰۱۷،دونالد ترامپ، رئیس‌جمهور ایالات متحده با صدور فرمانی، ورود همه شهروندان عراقی و همچنین شهروندان شش کشور دیگر را ممنوع کرد. پس از انتقادات تند و اعتراضات عمومی و همچنین شکایت علیه فرمان اجرایی، ترامپ محدودیت‌های سفر را تا حدودی کاهش داد و عراق را از لیست کشورهای غیرقابل ورود در مارس۲۰۱۷حذف کرد
از اکتبر ۲۰۱۹، ایالات متحده به استفاده از پایگاه‌های عراق برای انجام عملیات‌هایی مانند حمله باریشا ادامه داد.
پس از حمله سال ۲۰۲۰در نزدیکی فرودگاه بین المللی بغداد، عادل عبدالمهدی، نخست‌وزیر مستعفی، ترور آمریکا را محکوم کرد و اعلام کرد که این حمله یک اقدام تجاوزکارانه و نقض حاکمیت عراق است که منجر به جنگ در عراق می‌شود. وی گفت که این حمله نقض توافقنامه حضور نیروهای آمریکایی در عراق است و تدابیر لازم برای امنیت و حاکمیت عراق باید با قانون رعایت شود. دفتر رسانه ای نیروهای عملیات مشترک ارتش عراق عکسی از یک خودروی منهدم شده در آتش پس از حمله منتشر کرد. محمد الحلبوسی، رئیس پارلمان عراق، قول داد به حضور آمریکا در عراق پایان دهد. در آگوست ۲۰۲۰، ایالات متحده آرشیو حزب بعث شامل بیش از ۶میلیون صفحه را به عراق بازگرداند که در سال ۲۰۰۳در زیرزمینی زیر مقر آنها در بغداد کشف شد، قبل از اینکه در سال ۲۰۰۵به ایالات متحده منتقل شود توسط موسسه هوور بایگانی شود.
به گفته دو منبع دولتی عراق، مایک پمپئو، وزیر امور خارجه آمریکا و برهم صالح، رئیس‌جمهور عراق در اواسط سپتامبر ۲۰۲۰گفتگوی تلفنی انجام دادند. پمپئو در این تماس تلفنی دربارهٔ بازگرداندن دیپلمات‌های آمریکایی از عراق و به دنبال آن تهدید به تعطیلی سفارت آمریکا در عراق صحبت کرد. مقام‌های عراقی نگران بودند که خروج دیپلمات‌ها منجر به رویارویی نظامی با ایران شود که ایالات متحده آنها را مسئول حمله‌های موشکی و بمب‌گذاری می‌داند.